# Frédéric Perrenot
Frédéric Perrenot de Granvelle (Barcelona, 2 april 1536 –  Dole, 1602) was baron van Ronse en Aspremont, heer van Champagney, Beaujeu en Saint-Loup. Hij werd meestal gewoon heer van Champagney of kortweg Champagney genoemd; zijn naam wordt vaak ook gespeld als Champigay, Champagny of Compagny.

## Biografie
Hij werd geboren als zevende zoon van Nicolas Perrenot de Granvelle. In 1554 erfde Frédéric zijn titel heer van Champagney van zijn broer Jérôme. Hij trad in het Habsburgs-Nederlandse leger en nam onder andere als ritmeester deel aan de slag bij Renty. In 1558 werd hij verheven tot "gentilhomme de la bouche du roi", woordvoerder namens de koning (Filips II van Spanje). In 1565 deed hij dienst als tussenpersoon tussen de landvoogdes Margaretha van Parma en zijn broer, de kardinaal de Granvelle die in de geschiedschrijving over de Tachtigjarige Oorlog berucht is geworden als antagonist van Willem van Oranje, Egmont en Horne (zie Liga tegen Granvelle). Onder de hertog van Alva en diens zoon don Frederik ondernam hij de tocht naar Groningen voor het beleg ervan. Op 16 april 1571 werd hij tot gouverneur van Antwerpen benoemd. Requesens zond Frédéric Perrenot naar de noordelijke gewesten om te onderhandelen over een vrede met Spanje in de periode van eind 1574 tot juni 1575. Met bemiddeling van Filips van Marnix van Sint-Aldegonde, die te Utrecht gevangen zat, stelde hij zich in betrekking tot de Staten en Oranje.
In Antwerpen teruggekeerd stond Perrenot op slechte voet met de commandant van de citadel Sancho d'Avila. Toen deze zich aansloot bij de muiters, probeerde Perrenot de stad Antwerpen tegen de muiters te verdedigen tijdens de Spaanse Furie. Antwerpen viel echter en Perrenot wist zich ternauwernood te redden op de schepen in de Schelde die Oranje naar Antwerpen had gezonden. Perrenot vond onderdak bij Oranje, en trok zodoende naar Staatse zijde ondanks het feit dat hij de katholieke godsdienst bleef uitoefenen en Filips II als zijn meester bleef zien.
Omdat hij Antwerpen had verdedigd werd Perrenot als Brabander erkend en tot lid van de Staten-Generaal benoemd. Hij was aanwezig bij het ontwerpen van de eerste Unie van Brussel en de Pacificatie van Gent. Daarna werd hij kolonel en bevelhebber van een regiment voetvolk in het Staatse leger. Ondanks zijn koningsgezindheid nam hij in 1577 Wouw en Bergen op Zoom, Steenbergen en Breda in. In 1578 nam hij deel aan de slag bij Gembloers.
Tijdens de Brusselse republiek, die aanvankelijk eerder anti-Spaans dan calvinistisch was, overhandigde hij Oranje op 11 augustus 1578 een verzoekschrift van katholieke Brusselaars die zich verzetten tegen het voorstel van godsdienstedict, waarbij het vrije preken aan de hervormden werd toegestaan. Het volk kwam in opstand, zijn huis werd geplunderd en hijzelf gevangengenomen. Hij werd jarenlang opgesloten te Gent, onder andere in het Gravensteen. In augustus 1579 wist hij te ontsnappen maar hij werd opnieuw gevangengenomen. Na het beleg van Gent in 1584 werd Perrenot bevrijd en tot gouverneur van Gent benoemd. Nadat hij in Antwerpen de citadel liet herbouwen, genoot hij weer het vertrouwen van Parma. In 1588 nam hij deel aan vredesbesprekingen tussen Spanje en Engeland. Door echter de financiën van Parma te verwaarlozen verloor hij diens vertrouwen. Hij moest op 14 oktober 1592 de Nederlanden verlaten en werd naar de Franche-Comté gestuurd. Perrenot wist de verbanning ongedaan te maken, maar keerde niet terug. 

## Huwelijk
Hij was gehuwd met Constance van Berchem, weduwe van ridder Goswin van Varick.
- Biblioteca Nacional de España: XX4607189
- Bibliothèque nationale de France: cb12195477c (data)
- Biografisch Portaal: 05037167
- Gemeinsame Normdatei: 138827923
- International Standard Name Identifier: 0000 0000 7969 3655
- Nederlandse Thesaurus van Auteursnamen: 072078898
- Système universitaire de documentation: 224950363
- Virtual International Authority File: 388887
- WorldCat: E39PBJpjjryfGVqh9G6yDVKGHC